# اندیس کجولین گو
کجولین گو یک اندیس فلزی است که در حوالی شهر فریمان استان خراسان قرار دارد و مادهٔ معدنی موجود در آن، کرومیت است.  